# 코친차이나

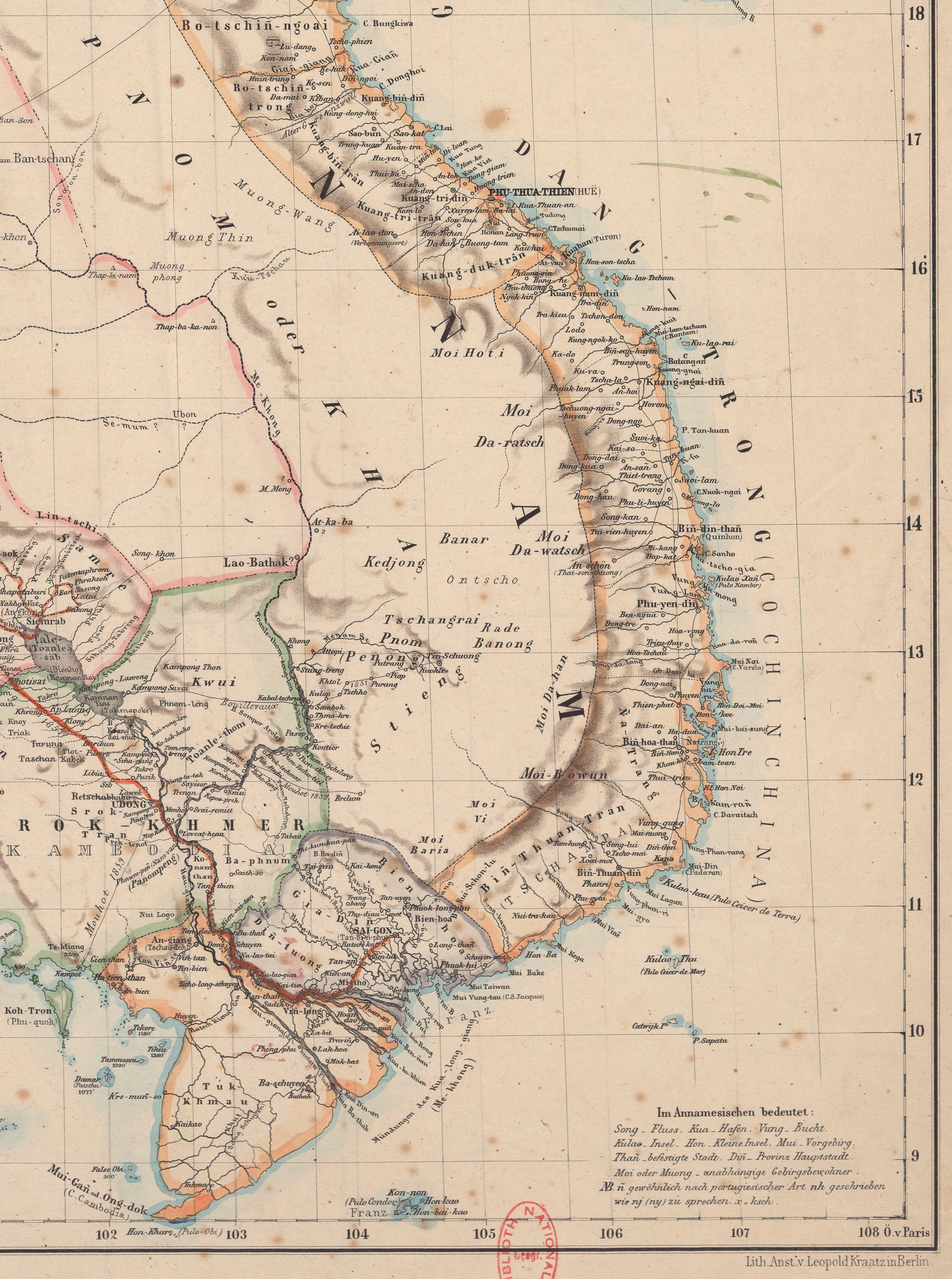
당 쫑 또는 로어코친차이나를 포함한 1867년의 코친차이나

코친차이나(베트남어: Đàng Trong (17세기~18세기), Việt Nam (1802년~1831년), Đại Nam (1831년~1862년), Nam Kỳ (1862년~1945년); 크메르어: កូសាំងស៊ីន Kosăngsin; 프랑스어: Cochinchine; 중국어: 交趾支那, 병음: Jiāozhǐ zhīnà)는 문맥에 따라 베트남 일부에 대한 역사적 외래지명이다. 때때로 그것은 베트남 전체를 지칭하기도 했지만 일반적으로 끼안강 남쪽 지역을 지칭하는 데 사용되었다.
17세기와 18세기에 베트남은 북쪽의 찐(Trịnh) 군주와 남쪽의 응우옌(Nguyễn) 군주로 나뉘었다. 두 영역은 손끼안 강에서 서로 접해 있었다. 북부 지역은 유럽인들이 Tonkin이라고 불렀고 남부 지역인 Đàng Trong은 대부분의 유럽인들이 Cochinchina라고 불렀고 네덜란드인들은 Quinam이라고 불렀다.
주요 도시가 사이공인 Lower Cochinchina(Basse-Cochinchina)는 Nam tiến(남쪽으로 확장) 운동에서 베트남 사람들의 최신 영토이다. 이 지역은 또한 베트남에서 프랑스의 식민지가 된 첫 번째 지역이었다. 1862년에 프랑스령 코친차이나로 출범한 이 식민 행정 단위는 1867년부터 완전한 범위에 도달했으며 1887년부터 1945년 초까지 프랑스령 인도차이나의 구성 영토였다. 독점적으로 베트남의 최남단 부분에 위치했다. 코친차이나의 프랑스 식민지 옆에 당시 베트남의 다른 두 지역은 안남(베트남 중부)과 통킹(베트남 북부)의 프랑스 보호국이었다.  남베트남(Nam Việt라고도 함)은 1954년 제네바 회의 이후 로어코친차이나와 이전 보호령인 안남 남부를 통합하여 베트남 국가에서 재편되었다.

## 개요
17세기에 베트남은 북쪽의 찐 왕조와 남쪽으로 응우옌 왕조로 양분된다. 유럽인들은 북쪽을 통킹이라고 불렀고, 남쪽은 코친차이나 또는 네덜란드인들은 뀌남(Quinam)이라고 불렸다.
프랑스의 식민지 지배 기간 동안, 코친차이나의 영역은 더 남하하였으며, 수세기 전 캄보디아에 의해 통치당했던 남부 거의 대부분을 언급하는 말이 되었다. 그리고 사이공이 그 중심이 되었다. 나머지 두 지역 중 응우옌 왕조가 다스리던 후에를 중심으로 한 중부를 안남이라 불렀고, 하노이를 중심으로 한 북부를 통킹이라고 불렀다.

## 어원
코친이라는 말은 원래 말레이어의 쿠치(Kuchi)에서 비롯되었다. 이것은 베트남 전체를 가리키던 말이었다. 이 용어가 중국에서 '자오지'(交趾)로 유래되었고, 베트남에서는 '쟈오 치'라고 발음을 하였다.

## 같이 보기
- 프랑스령 인도차이나
- 통킹
- 안남
- 베트남